# Suzuki Harunobu

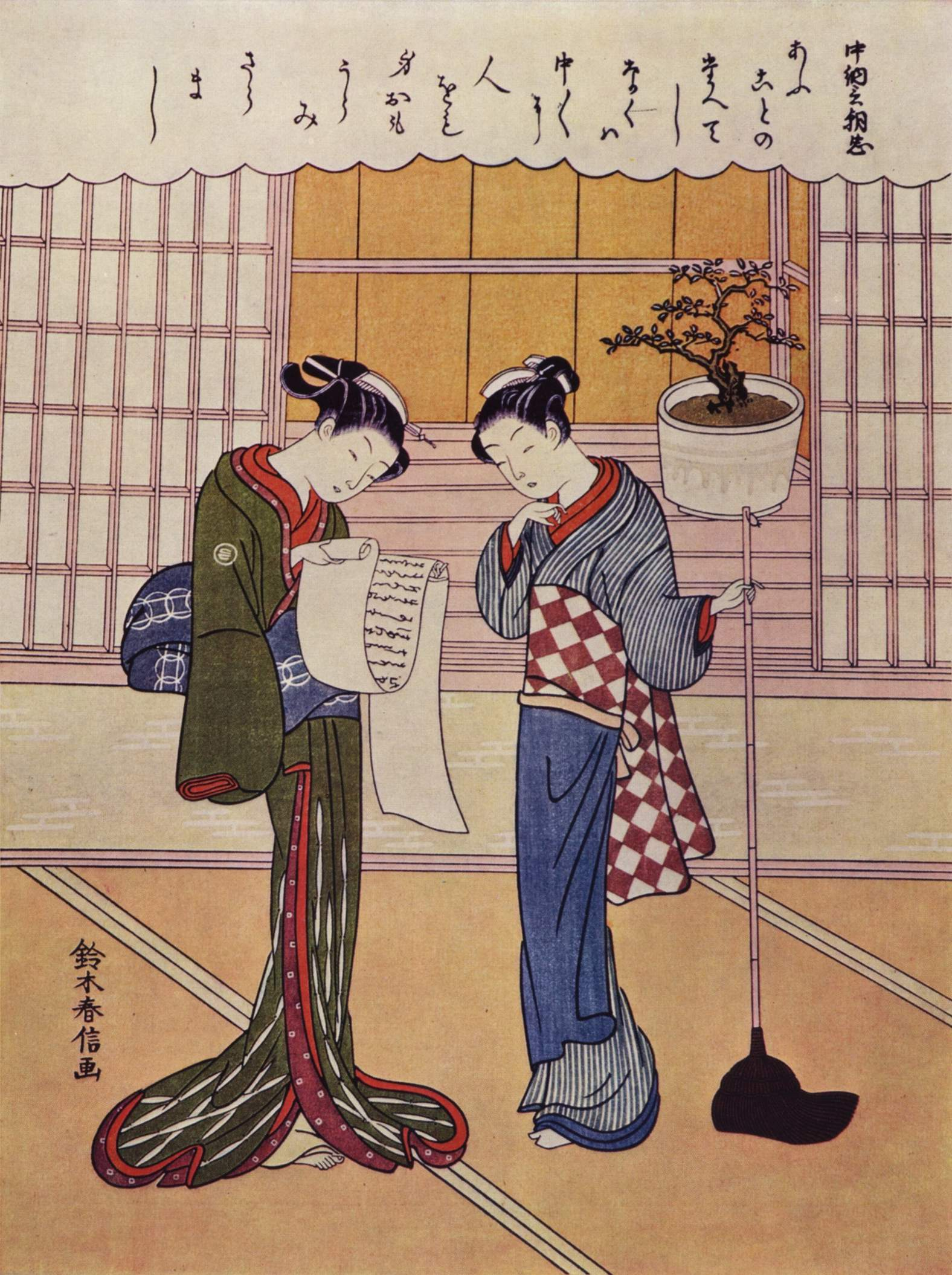

Hozumi Harunobu conocido como Suzuki Harunobu (鈴木春信?) (1724 - 1770) fue un maestro de la estampa japonesa nacido en las proximidades del Período Edo y creador de la técnica nishiki-e (1765) para la producción de estampas bajo el estilo ukiyo-e de pintura japonesa. 
Estudió pintura en Kioto con Nishikawa Sukenobu trasladándose posteriormente (1760) a Edo, hoy Tokio. Su nueva técnica consistía en imprimir por medio de planchas sucesivas una amplia variedad de colores en la misma lámina, lo que llevó mayor versatilidad al arte del grabado. Otra de sus innovaciones fue la preferencia por los temas de interior en lugar de los temas paisajísticos tradicionales, basado en la representación estilizada de la vida cotidiana, incluso sus famosas escenas eróticas, denominadas shunga. Murió en Edo, cerca de Tokio.
- Datos: Q360978
- Multimedia: Suzuki Harunobu / Q360978